# 조이현 (2006년)
조이현(2006년 4월 11일~)은 대한민국의 배우이다.
현재 피네이션 연습생이다.

## 방송
- 엠넷 위키드 (2016)
- MBC 2016 어린이에게 새 생명을
- EBS 우리끼리 비밀기지 (2017)
- 도플갱어쇼 별을 닮은 그대 (2017(6회))
- EBS 초이슈 (2018)
- EBS 겨울방학생활 5학년
- 판타스틱듀오2 아이유편 (2018)

## 공연,뮤지컬
- 금강, 1894 - 성남 (2017) - 아역
- 제14회 IVI와 함께하는 이상희 바이올린 독주회(이상희 앤 프랜즈 단원)

## 음반
- 위키드 Part.3 (2016)
- 위키드 (2016)
- 여행 여행 (2016)
- 도깨비야 나와라 (2016)